# Ong Bak
Ong-Bak: Muay Thai Warrior é um filme de ação tailandês lançado em 2003, dirigido por Prachya Pinkaew e estrelado por Tony Jaa. Teve uma sequência, Ong Bak 2, lançada em 2008.

## Enredo
Na aldeia rural do nordeste da Tailândia, Ban Nong Pradu, encontra-se uma antiga estátua de Buda chamada Ong-Bak. A aldeia cai em desespero depois de ladrões de Bangkok decapitarem a estátua e levarem a cabeça com eles. Ting (Tony Jaa), um aldeão extremamente habilidoso em Muay Boran, se ofereceu para viajar a Bangkok para recuperar a cabeça roubada de Ong-Bak. Sua única pista é Don, um traficante de drogas que tentou comprar a estátua um dia antes.
Ao chegar a Bangkok com uma sacola de dinheiro doada por sua aldeia, Ting se encontra com seu primo Humlae, que tingiu o cabelo loiro e começou a se chamar "George". Humlae e sua amiga Muay Lek são apostadores de corridas de rua que ganham a vida como traficantes de yaba. Relutante em ajudar Ting, Humlae rouba o dinheiro da vila e aposta em um torneio de luta subterrânea em um bar em Khaosan Road. Ting rastreia Humlae e recebe seu dinheiro de volta após atordoar a multidão, nocauteando o campeão no ringue com um chute. Sua habilidade extraordinária chama a atenção de Komtuan, um lorde do crime, de cabelos grisalhos, que precisa de uma eletrolaringe para falar. Descobriu-se que Don havia roubado a cabeça de Ong-Bak para vender a Komtuan, que não vê valor algum e ordena que ele se desfaça dela.
No dia seguinte, Humlae e Muay Lek são perseguidos em toda a cidade pelo traficante de drogas Peng e sua gangue depois de um golpe de bacará fracassado em um cassino ilegal. Ting luta com a maioria dos bandidos e ajuda Humlae e Muay Lek a escapar em troca de ajudá-lo a encontrar Don. Eles retornam ao bar, onde Ting ganha o respeito da multidão depois de derrotar três oponentes consecutivamente. O trio encontra o esconderijo de Don, provocando uma longa perseguição a tuk-tuk. A perseguição termina em um porto no rio Chao Phraya, onde Ting descobre o esconderijo de Komtuan de estátuas de Buda submersas submersas.
Depois que as estátuas são recuperadas pela polícia local, Komtuan manda seus bandidos sequestrarem Muay Lek e mandar Humlae dizer a Ting para lutar com seu guarda-costas Saming perto da fronteira entre a Tailândia e a Birmânia em troca de Muay Lek e a cabeça de Ong-Bak. Ting é forçado a jogar o fósforo contra o Saming, que usa drogas, e Humlae joga a toalha. Após a luta, Komtuan renega sua promessa de libertar Muay Lek e devolver Ong-Bak, e ele ordena que seus capangas matem o trio. Ting e Humlae subjugam os bandidos e partem para uma caverna nas montanhas, onde os homens de Komtuan decapitam uma estátua gigante de Buda. Ting derrota os bandidos restantes e Saming, mas é baleado por Komtuan. Antes do lorde do crime tentar destruir a cabeça de Ong-Bak com uma marreta, Humlae pula para protegê-la, recebendo o impacto dos golpes de martelo. A cabeça gigante da estátua de Buda cai de repente, esmagando Komtuan até a morte e ferindo criticamente Humlae. Humlae dá a Ting a cabeça de Ong-Bak e, com o último suspiro, pede que ele cuide de Muay Lek e certifique-se de da graduação dela na faculdade.
A cabeça de Ong-Bak é restaurada em Ban Nong Pradu. As cinzas de Humlae, levadas por um monge ordenado, chegam à aldeia em uma procissão nas costas de um elefante, enquanto os aldeões e Muay Lek celebram o retorno da cabeça de Ong Bak.

## Elenco
- Tony Jaa - Ting
- Petchtai Wongkamlao - George/Hanlee
- Pumwaree Yodkamol - Muay Lek
- Suchao Pongwilai  - Komtuan
- Wannakit Sirioput - Don
- Chumphorn Thepphithak	- Uncle Mao
- Cheathavuth Watcharakhun - Peng
- Chatthapong - El Tigre
- Pantanaunkul - saming